# Don Keith Opper
Don Keith Opper oder auch Don Opper (* 1. Januar 1949 in Chicago, Illinois) ist ein US-amerikanischer Schauspieler und Drehbuchautor.

## Leben und Wirken
Don Keith Opper ist seit den frühen 1980er Jahren als Schauspieler aktiv. Er trat unter anderem in vielen US-amerikanischen Fernsehserien als Nebendarsteller auf und schrieb einige Drehbücher für Fernseh- und Kinofilme.
Seine erste große Rolle spielt er in dem Kinofilm Der Android. Darin verkörpert er den menschlichen Androiden Max 404, der sich im Laufe der Filmhandlung seinem Schöpfer Dr. Daniel, der von Klaus Kinski dargestellt wird, widersetzt.
Größere Bekanntheit erlangte Don Keith Opper durch seine Rolle als Charlie McFadden in den Critters-Filmen. Im ersten Teil ist er noch ein etwas dümmlicher und trinkender Farmangestellter, am Ende des Filmes schließt er sich aber außerirdischen Kopfgeldjägern an und macht in den darauf folgenden Teilen der Reihe Jagd auf die Critters-Monster.
Seit 2005 ist Don Keith Opper als Schauspieler nicht mehr in Erscheinung getreten.

## Filmografie
- 1982: Der Android (Android, Drehbuch und Darsteller)
- 1984: City Limits (Drehbuch und Darsteller)
- 1986: Black Moon (Black Moon Rising)
- 1986: Critters – Sie sind da! (Critters)
- 1987: Blondinen sterben früher (Slam Dance, Produktion, Drehbuch und Darsteller)
- 1988: Critters 2 – Sie kehren zurück (Critters 2: The Main Course)
- 1988: Miami Vice (Fernsehserie, Folge 4x21)
- 1989: Das vergessene Kommando (The Forgotten, Fernsehfilm)
- 1989: Zurück in die Vergangenheit (Quantum Leap, Fernsehserie, Folge 1x09)
- 1989: L.A. Law – Staranwälte, Tricks, Prozesse (L.A. Law, Fernsehserie, Folge 3x19)
- 1989: Einer gegen alle - Mancuso, FBI (Mancuso, FBI, Fernsehserie, Folge 1x02)
- 1989: NAM – Dienst in Vietnam (Tour of Duty, Fernsehserie, Folge 3x09)
- 1990: 21 Jump Street – Tatort Klassenzimmer (21 Jump Street, Fernsehserie, Folge 4x13)
- 1990: Booker (Fernsehserie)
- 1991: Chicago Soul (Gabriel’s Fire, Fernsehserie)
- 1991: Adam 12 (Fernsehserie)
- 1991: Brattigan – Reporter mit Biss (The Great Pretender, Fernsehfilm)
- 1991: Critters 3 – Die Kuschelkiller kommen (Critters 3)
- 1992: Jake und McCabe – Durch dick und dünn (Jake and the Fatman, Fernsehserie, Folge 5x17)
- 1992: Jack’s Place (Fernsehserie, Folge 1x01)
- 1992: Critters 4 – Das große Fressen geht weiter (Critters 4)
- 1992: Betty Lou – Der ganz normale Wahnsinn (The Gun in Betty Lou’s Handbag)
- 1992: Roseanne (Fernsehserie, Folge 5x01)
- 1993: Painted Desert
- 1993: Renegade – Gnadenlose Jagd (Renegade, Fernsehserie, Folge 2x05)
- 1993: Der Killer im System (Ghost in the Machine)
- 1994: Die Abenteuer des Brisco County jr. (The Adventures of Brisco County, Jr., Fernsehserie, Folge 1x25)
- 1994: One West Waikiki (Fernsehserie, Folge 1x06)
- 1996: Big Easy – Straßen der Sünde (The Big Easy, Fernsehserie, Folge 1x02)
- 1996: Frage nicht nach morgen (Suddenly, Fernsehfilm)
- 1998: L.A. Doctors (Fernsehserie, Folge 1x02)
- 1998: Jagd auf Marlowe – Ein Fall zum Abdrehen (Where’s Marlowe?)
- 1999: Pretender (The Pretender, Fernsehserie, Folge 3x18)
- 2000: Alabama Dreams (Any Day Now, Fernsehserie, Folge 2x22)
- 2000: Virtual Reality – Kampf ums Überleben (Harsh Realm, Fernsehserie, Folge 1x07)
- 2001, 2003: Lady Cops – Knallhart weiblich (The Division, Fernsehserie, 2 Folgen)
- 2005: Invasion – Angriff der Körperfresser (Infection, Stimme)
- 2005: Painkiller Jane (Fernsehfilm, Executive Producer und Drehbuch)
- 2005: Supernova – Wenn die Sonne explodiert (Supernova, Fernsehfilm, Drehbuch)

## Trivia
Sein Bruder ist der Filmproduzent Barry Opper, der unter anderem die Filme Jeepers Creepers und die Critters-Reihe produziert hat.